# Salober (Daumengruppe)
Der Salober ist ein 2088 m hoher Nebengipfel des Schnecks in den Allgäuer Alpen. Der Gipfel mit dem Charakter eines Grasbergs liegt nordöstlich vom Laufbacher Eck.
Der Name steht wohl zu lateinisch saluber ‚gesund, wohlfeil, schön‘ (auch landschaftlich).
Auf den Salober führt kein markierter Weg. Er kann weglos von der Feldalpe erreicht werden. Dieser Anstieg erfordert Schwindelfreiheit und Trittsicherheit. Gelegentlich erfolgt die Besteigung des Salobers im Zuge einer Überschreitung des gesamten Kamms vom Giebel über das Berggächtle bis zum Laufbacher Eck durch erfahrene Bergsteiger (Schwierigkeit: III).
Die Botanik des Salober ist ähnlich reichhaltig wie die der anderen Allgäuer Grasberge.

## Nachweise
- Zettler, Groth: Alpenvereinsführer Allgäuer Alpen. Bergverlag Rudolf Rother, München 1984. ISBN 3-7633-1111-4, S. o.A.

1. ↑  Es gibt ihn noch am Tannberg sowie bei Füssen und bei Vils
2. ↑  Thaddäus Steiner: Allgäuer Bergnamen, Lindenberg, Kunstverlag Josef Fink, 2007, ISBN 978-3-89870-389-5, S. o.A.
3. ↑  lateinisch salūber, –ris (m.);
(unbekannter Artikel) in Beiträge zur Namenforschung, Band 41, Ausgaben 1–4, Verlag C. Winter, 2006, S. 447   (eingeschränkte Vorschau in der Google-Buchsuche);
zum Vokabel siehe saluber, Duden online; saluber, Wiktionary englisch.